# Guido Crepax
Guido Crepax (Milán, 15 de julio de 1933 - Milán, 31 de julio de 2003) fue un ilustrador e historietista italiano. Autor bastante prolífico, Crepax es famoso por su serie Valentina, de marcado cariz erótico.

## Biografía

### Primeros trabajos
Mientras realiza sus estudios de arquitectura en el Instituto Politécnico milanés, empieza a a trabajar en el campo de la ilustración, realizando cubiertas de libros y discos (sobre todo de jazz: Fats Waller, Gerry Mulligan, Charlie Parker, Louis Armstrong y los Italian Jazz Stars) y anuncios publicitarios.
En 1957, sus dibujos para la campaña publicitaria de petróleos Shell obtienen la Palma de Oro. Al año siguiente concluye su carrera universitaria y comienza a colaborar con Tempo Medico, la primera revista italiana de medicina, cuyas portadas realizará hasta mediados de los años ochenta. En la misma revista realiza también ilustraciones para historias de divulgación médica.

### Obra historietística
En 1963 da inicio a su carrera en el mundo de la historieta, y dos años después, en el número 2 de la revista Linus, fundada y dirigida por Giovanni Gandini, crea al superhéroe Neutrón. En las siguientes historias, Crepax desarrolla el potencial erótico de Valentina, uno de los personajes secundarios de la serie. Para el teórico Oscar Masotta, con este relevo de un personaje por otro: 

nace entonces el relato derivacional, donde la consagración clásica del superhéroe por sus propios triunfos es abandonada por el relato rigurosamente vicario de una vida sin poderes, zarandeada por los acontecimientos, y donde la belleza, la pasividad de la heroína y los principios más generales de un feminismo encantatorio son una y la misma cosa.

 Crepax dio vida a otras heroínas (Bianca en 1998, Anita en 1972 o Belinda en 1983), siempre con gran presencia de lo onírico. En estos años, también realizó la serie de ciencia ficción juvenil L'astronave pirata (1968) y algunas historietas de temática política ("La caída de Mac Similiano XXXVI") o existencial ("U").
En 1967 realiza "recensiones en cómics" de libros de Piero Chiara, Tonino Guerra, Raymond Queneau, Patti o Gianfranco Sanguinetti para La fiera letteraria. También adapta dos relatos de Edgar Allan Poe y clásicos de la literatura erótica, como Historia de O (1975), Emmanuelle (1978) o Justine (1979).
En 1977 publicó un libro de aventuras en color: L'uomo di Pskov, sobre la revolución rusa, al cual sigue, el año siguiente, L'uomo di Harlem, sobre la epopeya del jazz, género favorito de Crepax. Ambas obras fueron editadas en Italia por Bonelli en la serie Un uomo un'avventura. 
Su última obra, Frankenstein, versión de la novela Frankenstein de Mary Shelley, fue publicada en 2002. Guido Crepax falleció el 31 de julio de 2003 en Milán, a la edad de 70 años.

## Premios
- 1967 - Primer Gran Premio "Città de Lucca" para comics.
- 1972 - A. N. A. F. Primer Premio de cómics de ciencia ficción.
- 1972 - American International Congress of Comics (Nueva York).
- 1972 - "Yellow Kid" al autor (Salón Internacional de Lucca).

"Gran Guinigi" al autor (Salón Internacional de Lucca).
- 1973 - Diploma av Svenska Sereakademin.
- 1973 - Swedish Academy of Comics Strips (Gotemburgo).[2]

## Legado
Crepax es uno de los grandes creadores de lo que en los años setenta y ochenta se denominó cómic para adultos, no solo por la introducción de la temática erótica, sino por su renovación del lenguaje narrativo del medio, recurriendo con frecuencia a "mises en abyme" y "flashbacks", entre otros muchos recursos novedosos. Con cierta impropiedad, a su técnica de montaje se la denominaba "cinematográfica".
Especialistas como el español Jesús Cuadrado ironizaban en los años noventa sobre la atribución de la condición de cómic para adultos a

las salidas de tono (y ejemplo de machismo) del italiano Crepax, verdadero antecedente de la actual plaga, también italiana, Manara (heredero ejemplar del machismo gratuito).

Además de en Italia, los cómics de Crepax han sido publicados en numerosos países: Francia, Alemania, Japón, Estados Unidos, Finlandia, Grecia y Brasil. A España, Crepax y su personaje Valentina llegaron de la mano de la revista Tótem, en 1977.